# Nobuo Kawaguchi
Nobuo Kawaguchi (川口 信男?, Kawaguchi Nobuo; Sanjō, 10 aprile 1975) è un ex calciatore giapponese, di ruolo attaccante.

## Statistiche

### Presenze e reti nei club
| Stagione | Squadra      | Serie               | Pres. | Reti |
| -------- | ------------ | ------------------- | ----- | ---- |
| 1998     | Júbilo Iwata | Giappone (bandiera) | 28    | 6    |
| 1999     | Júbilo Iwata | Giappone (bandiera) | 23    | 1    |
| 2000     | Júbilo Iwata | Giappone (bandiera) | 26    | 5    |
| 2001     | Júbilo Iwata | Giappone (bandiera) | 31    | 1    |
| 2002     | Júbilo Iwata | Giappone (bandiera) | 33    | 5    |
| 2003     | Júbilo Iwata | Giappone (bandiera) | 28    | 3    |
| 2004     | Júbilo Iwata | Giappone (bandiera) | 20    | 1    |
| 2005     | Júbilo Iwata | Giappone (bandiera) | 14    | 2    |
| 2006     | FC Tokyo     | Giappone (bandiera) | 32    | 3    |
| 2007     | FC Tokyo     | Giappone (bandiera) | 21    | 0    |
| 2008     | FC Tokyo     | Giappone (bandiera) | 9     | 0    |

## Palmarès

### Club

#### Competizioni nazionali
- Coppa Yamazaki Nabisco: 1

Júbilo Iwata: 1998
- J. League: 1

Júbilo Iwata: 2002
- Coppa dell'Imperatore: 1

Júbilo Iwata: 2003

### Individuale
- Miglior giocatore della Coppa J. League: 1

1998